# Colm Bairéad
Colm Bairéad (Dublín, 1981) és un director de cinema i guionista irlandès. Va escriure i dirigir la pel·lícula An Cailín Ciúin (2022).

## Carrera
Nascut a Dublín el 1981, Bairéad va créixer parlant anglès i irlandès a la llar.
An Cailín Ciúin (en anglès: The Quiet Girl), el primer llargmetratge de Bairéad, es va estrenar al 72è Festival Internacional de Cinema de Berlín el 2022 i ha rebut elogis de la crítica Va adaptar el guió de la pel·lícula majoritàriament en irlandès del conte de 2010 "Foster" de Claire Keegan. Als 18ns Irish Film & Television Awards, An Cailín Ciúin va guanyar el premi a la millor pel·lícula i Bairéad va guanyar el premi al millor director, i va ser nominat al Millor pel·lícula internacional als Premis Oscar de 2022 als EUA.

## Influències
Bairéad va participar en l'edició de 2022 de les enquestes cinematogràfiques Sight & Sound, que se celebren cada 10 anys per commemorar les millors pel·lícules de tots els temps i classificar-les per ordre. Directors i crítics donen les seves 10 pel·lícules preferides de tots els temps per a l'enquesta; Bairéad va triar Ikiru (1952),  Ciutadà Kane  (1941), Saikaku Ichidai Onna (1952), 2001: una odissea de l'espai (1968), Desitjant estimar (2000), Ivànovo detstvo (1962), Salvatore Giuliano (1962), El espíritu de la colmena (1973), Un dels nostres (1990), i Amator (1979).

## Vida personal
Bairéad està casat amb Cleona Ní Chrualaoí, productora de An Cailín Ciúin. Tenen dos fills.

## Filmografia parcial

### Com a director
| Any  | Títol                                | Notes                          |
| ---- | ------------------------------------ | ------------------------------ |
| 2003 | Screwed                              | Curtmetratge; tan escriptor    |
| 2005 | Mac an Athar (His Father's Son)      | Curtmetratge; tan escriptor    |
| 2009 | Finscéal Pháidí                      | Curtmetratge; tan escriptor    |
| 2012 | Lorg na gCos: Súil Siar ar Mise Éire | Documental                     |
| 2015 | The Joy                              | Minisèrie                      |
| 2016 | Frank O'Connor: Idir Dhá Shruth      | Documental                     |
| 2018 | Murdair Mhám Trasna                  | Telefilm; també guionisat      |
| 2022 | An Cailín Ciúin (The Quiet Girl)     | Llargmetratge; també guionista |